# 友好合作勋章
友好合作勋章是柬埔寨的一種騎士勳章，由柬埔寨政府依據國王的王家法令而授予。該勳章授予對為國王及柬埔寨人民提供傑出服務的外國人，特別是在對外關係及外交服務有突出貢獻的外國人，或作為一種友誼象徵頒發給外國人。
友好合作勋章於1948年創立，最初分為三級，1956年8月23日起改為五級。民主柬埔寨時期被廢除，後於是1995年10月5日被重新設立。

## 級別
1. 大十字勳位（មហាសេរីវឌ្ឍន៍，Maha Sirivudha）
2. 大軍官勳位（មហាសេនា，Mahasena）
3. 高等騎士勳位（ធិបឌិន្ទ，Adipati）
4. 軍官勳位（សេនា，Sena）
5. 騎士勳位（អស្សឫទ្ធិ，Askararidha）

## 著名受勳者
- 河野雅治（日语：河野雅治）
- 達新·欽那瓦
- 半田晴久（日语：深見東州）
- M·S·斯瓦米纳坦
- 王景榮